# Husaga i Sverige

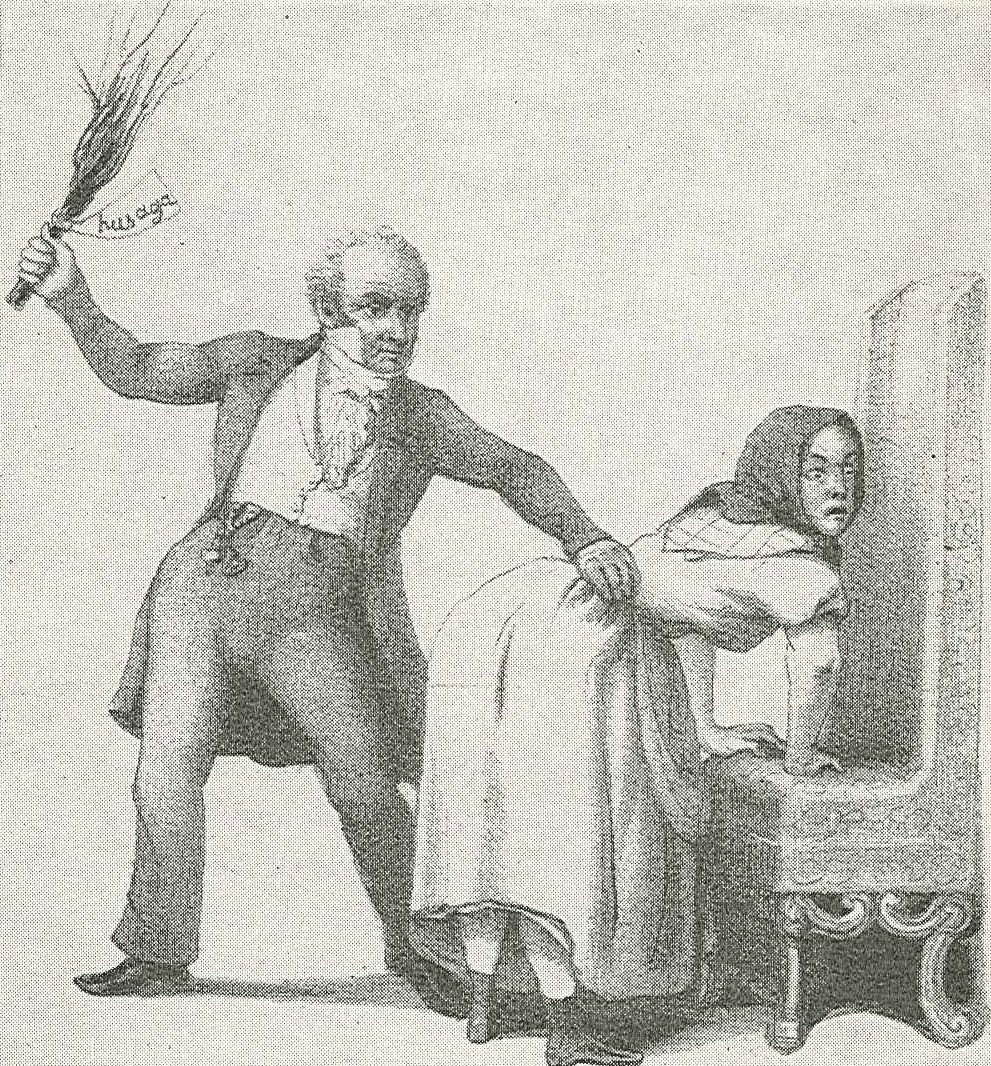
"Husaga" (teckning av Fritz von Dardel).

Husaga i Sverige var den rättighet som en husbonde hade att bestraffa sina tjänare med fysiskt våld. År 1858 begränsades husagan så att det bara var tillåtet att slå pojkar under 18 år och flickor under 16 år. År 1920 avskaffades husbondens rätt att slå sina anställda helt.

## Historik
Före år 1858 hade husbonde och matmoder enligt tjänstehjonsstadgan laglig rätt att slå sitt anställda (tjänstehjon). Detta var tillåtet så länge hjonet inte skadades "så, att det varder därav lamt eller lytt".

### Första försöket att avskaffa husagan
Den första motionen om att avskaffa husagan lades fram på 1847 års riksdag av Lars Johan Hierta. Rätten att utdela husaga stred, framhöll han, mot principen om likhet inför lagen. I och med undertecknandet av kontraktet mellan husbonde och tjänare inträdde "en så stor olikhet inför lagen, att den ene kunde med fysiskt våld misshandlas av den andre utan att äga rätt till lagligt klagomål, förrän misshandeln överskridit en viss gräns. Denna makt är", konstaterade Hierta, "intet annat än penningens övermakt över arbetet; det är penningaristokratien i dess råaste skepnad. Det är en ännu återstående lämning av träldomen." I samma ämne väcktes motion i bondeståndet av Gustav Glad från Västerbottens län. Han vittnade och intygade "att mången husbonde av hat, hämnd, andra människors förtal, lögner och mera dylikt straffar sitt tjänstehjon allt under täckmanteln av en måttlig husaga".
Lagutskottet ansåg sig dock inte kunna tillstyrka husagans avskaffande, då husbonden i så fall skulle berövas nödvändiga möjligheter att förmå "ett lättjefullt, eller olydigt tjänstehjon, på vilket allvarsamma föreställningar icke hjälpte, att fullgöra sina åligganden". Någon fara för missbruk av denna husbonderätt kunde utskottet inte se. Den var ju kringgärdad med så kraftiga inskränkningar, och ett tjänstehjon som blivit misshandlat hade ju alltid möjlighet att klaga inför domstol.

### Senare förslag
Hierta förnyade sin motion på 1850 års riksdag. Samma dag avgav Adolf Fredrik Granfelt en motion i samma syfte som Hierta och framhöll att husagan hade en nästan lika skadlig inverkan på husbönderna som på tjänarna, då den hos husbönderna orsakade "råa seder, nyckfulla, häftiga och grymma lidelser och förakt för människovärde". Även i borgarståndet motionerades i samma syfte, men lagutskottet stoppade även denna gång förslaget.
På 1853 års riksdag togs frågan upp i bondeståndet av Johan Johansson från Örebro län, som särskilt reagerade mot att inspektörer, rättare, ladufogdar med flera pryglade gårdens tjänare "efter alla konstens regler", ibland så illa att läkarhjälp måste anlitas. Lagutskottet fann dock även denna gång att tiden för husagans avskaffande ännu inte var inne.

### Avskaffande
På 1856–1858 års riksdag återkom både Lars Hierta och Johan Johansson med motioner i ämnet. Lagutskottet avstyrkte dem med den huvudmotiveringen att tjänstehjonet ännu i allmänhet betraktades "såsom medlem av familjen", och därför borde familjefadern ha laga rätt att ge tjänaren samma slags tillrättavisningar som familjens övriga medlemmar.
Hierta framhärdade dock, och resultatet av de första överläggningarna i ståndens plena blev att ärendet remitterades till utskottet för förnyad behandling. Utskottet gick då en medelväg och föreslog husagans avskaffande för tjänstehjon av mankön över 18 år och av kvinnkön över 16 år. Detta blev också innebörden av den nya lagen 1858.
År 1920 avskaffades husagan helt och hållet. Barnaga förblev dock lagligt i Sverige fram till år 1979.